# Seattle SuperSonics 2007-2008
La stagione 2007-08 dei Seattle SuperSonics fu la 41ª nella NBA per la franchigia.
I Seattle SuperSonics arrivarono quinti nella Northwest Division della Western Conference con un record di 20-62, non qualificandosi per i play-off.

## Roster
| N° | Naz.                   | Ruolo | Sportivo         | Anno | Alt. | Peso |
| -- | ---------------------- | ----- | ---------------- | ---- | ---- | ---- |
| 2  | Stati Uniti (bandiera) | G     | Delonte West     | 1983 | 193  | 82   |
| 3  | Stati Uniti (bandiera) | A     | Wally Szczerbiak | 1977 | 201  | 111  |
| 4  | Stati Uniti (bandiera) | A     | Nick Collison    | 1980 | 206  | 116  |
| 6  | Stati Uniti (bandiera) | G     | Eddie Gill       | 1978 | 183  | 86   |
| 8  | Stati Uniti (bandiera) | G     | Luke Ridnour     | 1981 | 188  | 79   |
| 12 | Stati Uniti (bandiera) | A     | Ronald Dupree    | 1981 | 201  | 95   |
| 14 | Stati Uniti (bandiera) | A     | Ira Newble       | 1975 | 201  | 100  |
| 16 | Paesi Bassi (bandiera) | C     | Francisco Elson  | 1976 | 213  | 107  |
| 15 | Francia (bandiera)     | A     | Mickaël Gelabale | 1983 | 201  | 98   |
| 18 | Senegal (bandiera)     | A     | Saer Sene        | 1986 | 211  | 104  |
| 21 | Stati Uniti (bandiera) | A     | Damien Wilkins   | 1980 | 198  | 102  |
| 22 | Stati Uniti (bandiera) | A     | Jeff Green       | 1986 | 206  | 107  |
| 25 | Stati Uniti (bandiera) | G     | Earl Watson      | 1979 | 185  | 88   |
| 27 | Francia (bandiera)     | C     | Johan Petro      | 1986 | 213  | 112  |
| 29 | Stati Uniti (bandiera) | G     | Mike Wilks       | 1979 | 178  | 84   |
| 31 | Stati Uniti (bandiera) | C     | Robert Swift     | 1985 | 213  | 111  |
| 35 | Stati Uniti (bandiera) | A     | Kevin Durant     | 1988 | 206  | 98   |
| 42 | Stati Uniti (bandiera) | A     | Donyell Marshall | 1973 | 206  | 99   |
| 44 | Stati Uniti (bandiera) | GA    | Adrian Griffin   | 1974 | 196  | 98   |
| 44 | Stati Uniti (bandiera) | A     | Kurt Thomas      | 1972 | 206  | 104  |
| 54 | Stati Uniti (bandiera) | A     | Chris Wilcox     | 1982 | 208  | 100  |

## Staff tecnico
- Allenatore: P.J. Carlesimo
- Vice-allenatori: Scott Brooks, Mark Bryant, Brian Keefe, Ralph Lewis, Walt Rock, Dwight Daub, Paul Westhead, Detlef Schrempf
- Preparatore atletico: Mike Shimensky